# Большая Ерба (село)
Большая Ерба (хак. Улуғ Черба) — село в Боградском районе Хакасии, в 18 км от райцентра — села Боград. Расположено на небольшой р. Ерба, в лесостепной полосе Батенёвского кряжа. Расстояние до ближайшей ж/д станции (в селе Сонское) — 35 км, до аэропорта г. Абакана — 120 км.
Число хозяйств — 336, население — 917 чел. (01.01.2004), в том числе русские, немцы, хакасы и др. На месте села до Октябрьской революции 1917 была заимка купцов — братьев Потехиных, основанная ещё в 1770 году. До революции носила название деревня Потехина. В 1924 она была переименована в Большую Ербу. В 1929—1930 образован колхоз «Красный Борец». В 1957 организован совхоз «Карасукский». По состоянию на 2007 год в селе работает фермерское хозяйство «Потехино».
Имеются средняя школа, обелиск Ф. Пономарёву — председателю сельсовета, погибшему в годы Гражданской войны от рук повстанцев Соловьёва.
В окрестностях села находится гора «Сладкие коренья» — комплексный ландшафтный памятник природы, охраняемый государством.

## Население
| 2002 | 2010 |
| ---- | ---- |
| 881  | ↘828 |

## Известные уроженцы
- В. И. Корзун (2 марта 1924 — 25 августа 1989), советский актёр театра и кино, режиссёр, Заслуженный артист РСФСР, участник Великой Отечественной войны.